# 소방수의 무도회
《소방수의 무도회》(체코어: Hoří, má panenko)는 1967년 개봉한 코미디 영화이다. 밀로스 포만이 감독과 공동각본을 맡았다.